# Banjar Nantigo
Banjar Nantigo is een bestuurslaag in het regentschap Kuantan Singingi van de provincie Riau, Indonesië. Banjar Nantigo telt 1049 inwoners (volkstelling 2010).